# Нёстка
Нёстка — озеро на северо-востоке Якутии, в Нижнеколымском улусе. Расположено в северной части Колымской низменности, в междуречье рек Большая Куропаточья (на севере) и Семен-Юрях (на юге), к северу от озера Малый Олёр. 
Имеет форму неправильного овала, берега слабо изрезаны, низкие, заболоченные, покрытые тундровой растительностью. Значительных притоков не имеет. Из заболоченной местности, лежащей к западу вытекает река без названия, впадающая в реку Большая Куропаточья (бассейн Восточно-Сибирского моря).
Площадь озера, согласно государственному водному реестру, составляет 32,9 км². Площадь водосбора — 99,7 км². Длина озера около 8,9 км, максимальная ширина в центральной части достигает 6,9 км. Находится на высоте 14 м над уровнем моря. В окрестностях находится большое количество озёр: Саяка (на юге), Линкотка (на юго-западе), Нарлятка (на западе), Гагара (на севере), Квадрат (на северо-востоке), Богатое (на востоке). 
По берегам озера проходят маршруты миграции оленеводческих стад в летнее время.
Ближайший населенный пункт, село  Андрюшкино, расположен примерно в 108 км к юго-западу.